# Деминец
Де́минец (бел. Дзе́мінец) — озеро в Ушачском районе Витебской области Белоруссии. Относится к бассейну реки Крошенка (приток Ушачи).

## География и морфология
Озеро Деминец расположено в 4 км к юго-востоку от городского посёлка Ушачи и в 1 км к северо-востоку от деревни Ковалевщина.
Площадь поверхности озера составляет 0,31 км². Длина — 1,29 км, наибольшая ширина — 0,52 км. Длина береговой линии — 3,98 км. Наибольшая глубина — 2,9 м, средняя — 2 м. Объём воды в озере — 0,62 млн м³. Площадь водосбора — 24 км².
Котловина лощинного типа, вытянутая с севера на юг. Водоём имеет лопастную форму и складывается из двух плёсов: узкого северного и округлого южного. Склоны котловины пологие, песчаные, покрытые лесом; их высота достигает 8 м. Береговая линия извилистая и образует несколько небольших заливов. Берега низкие, заболоченные.
Глубины до 2 м занимают около 25 % площади озера. Мелководье пологое, песчано-илистое. Глубже дно плоское, покрытое сапропелем. В южном плёсе присутствуют два острова общей площадью 2 га.

## Гидрология, флора и фауна
Минерализация воды низка и составляет 60—70 мг/л, прозрачность — 0,6 м. Данные параметры аналогичны дистрофирующему озеру Долгий Деминец, расположенному неподалёку. Однкао в отличие от него, озеро Деминец не превращается в болото, несмотря на эвтрофный режим насыщения.
Водоём слабопроточный. В него впадают четыре ручья, в том числе из озера Долгий Деминец и из небольшого безымянного озера, расположенного севернее. На севере вытекает ручей, впадающий в озеро Волчо.
Несмотря на эвтрофность, озеро зарастает слабо. Вдоль берега произрастают тростник, камыш, осока, аир. Ширина полосы прибрежной растительности достигает 5 м. Среди подводной растительности преобладают кувшинки, распространяющиеся до глубины 1,5—2 м.
В воде обитают лещ, щука, окунь, плотва, линь, карась, густера, уклейка, ёрш, краснопёрка и другие виды рыб. По берегам озера живут бобры.